# James Van Der Beek
James William Van Der Beek (Cheshire, 8 marzo 1977) è un attore statunitense.

## Biografia
Nato in una famiglia benestante di lontana origine olandese, il padre Jim Van Der Beek era un giocatore di baseball professionista, che aveva militato anche nei Los Angeles Dodgers, mentre la madre Melinda Van Der Beek era una ballerina di Broadway. Iniziò a recitare a soli tredici anni, interpretando il personaggio di Danny Zuko nella produzione teatrale di Grease, presso la sua città natale. Nel 1993 fece dei provini a New York e partecipò agli spettacoli off-Broadway Finding the Sun e Shenandoah (1994). Inoltre, già nel 1986 aveva lavorato al doppiaggio di Laputa - Castello nel cielo, dando la voce al protagonista maschile Pazu.
Poco dopo si iscrisse all'università Cheshire Academy e continuò a recitare in numerosi spettacoli scolastici. Successivamente passò alla Drew University, in cui ottenne una borsa di studio che gli permise per molto tempo i trasferimenti necessari per raggiungere i set cinematografici. Il suo esordio al cinema avvenne nel 1995 con Angus, ma la sua carriera ebbe un decollo solo nel 1998, allorché egli ebbe la parte principale nella serie tv adolescenziale Dawson's Creek nel ruolo del protagonista, Dawson Leery. Per poter prendere parte senza distrazioni alla serie decise di lasciare l'università, anche se progetta di ritornarvi al fine di completare la sua educazione.
Nel 2011 è stato il protagonista del video musicale Blow di Ke$ha. Nello stesso anno entra a far parte del cast principale della serie televisiva Non fidarti della str**** dell'interno 23 insieme a Krysten Ritter e Dreama Walker. La serie è trasmessa negli Stati Uniti sul canale ABC dall'11 aprile 2012 al 15 gennaio 2013. Nel 2014 è entrato nel cast fisso della serie CSI: Cyber, interpretando il ruolo di Elijah Mundo.

## Vita privata
Dal 5 luglio 2003 fino al giugno 2009 è stato sposato con l'attrice Heather McComb. Il 1º agosto 2010 ha sposato Kimberly Brook, da cui ha avuto sei figli.
Nell'agosto 2023 gli è stato diagnosticato un cancro del colon retto, reso pubblico nel novembre 2024.

## Filmografia

### Cinema
- Angus, regia di Patrick Read Johnson (1995)
- I Love You, I Love You Not, regia di Billy Hopkins (1996)
- Harvest, regia di Stuart Burkin (1998)
- Varsity Blues, regia di Brian Robbins (1999)
- Scary Movie, regia di Keenen Ivory Wayans (2000) – cameo
- Jay & Silent Bob... Fermate Hollywood! (Jay and Silent Bob Strike Back), regia di Kevin Smith (2001) - cameo
- Texas Rangers, regia di Steve Miner (2001)
- Le regole dell'attrazione (The Rules of Attraction), regia di Roger Avary (2002)
- Standing Still, regia di Matthew Cole Weiss (2005)
- Final Draft, regia di Jonathan Dueck (2007)
- Stolen - Rapiti (Stolen Lives), regia di Anders Anderson (2009)
- Formosa Betrayed, regia di Adam Kane (2009)
- Mrs. Miracle, regia di Michael Scott (2009)
- The Big Bang, regia di Tony Krantz (2011)
- Backwards, regia di Ben Hickernell (2012)
- The Magic Bracelet, regia di Jon Poll (2013) - cortometraggio
- Un giorno come tanti (Labor Day), regia di Jason Reitman (2013)
- Power/Rangers, regia di Joseph Kahn (2015)
- Downsizing - Vivere alla grande (Downsizing), regia di Alexander Payne (2017)
- Jay e Silent Bob - Ritorno a Hollywood (Jay and Silent Bob Reboot), regia di Kevin Smith (2019)
- Bad Hair, regia di Justin Simien (2020)

### Televisione
- Clarissa (Clarissa Explains It All) – serie TV, episodio 5x05 (1993)
- Così gira il mondo (As The World Turns) – serial TV (1995)
- Aliens in the Family – serie TV, episodio 1x04 (1996)
- Dawson's Creek – serie TV, 128 episodi (1998-2003) – Dawson Leery
- The Plague, regia di Hal Masonberg – film TV (2006)
- Tentacoli di paura (Eye of the Beast), regia di Gary Yates – film TV (2007)
- Criminal Minds – serie TV, episodi 2x14-2x15 (2007)
- Ugly Betty – serie TV, episodio 2x04 (2007)
- How I Met Your Mother – serie TV, episodi 3x16-8x15-9x11 (2008-2013)
- One Tree Hill – serie TV, 4 episodi (2008-2009)
- Medium – serie TV, episodio 5x09 (2009)
- The Forgotten – serie TV, episodio 1x09 (2009)
- Taken in Broad Daylight, regia di Gary Yates – film TV (2009)
- The Storm - Catastrofe annunciata – miniserie TV, puntate 1-2 (2009)
- Mrs. Miracle - Una tata magica (Mrs. Miracle), regia di Michael Scott – film TV (2009)
- Mercy – serie TV, 10 episodi (2010)
- Law & Order: Criminal Intent - serie TV, episodio 10x08 (2011)
- Franklin & Bash - serie TV, episodio 1x09 (2011)
- Salem Falls, regia di Bradley Walsh - film TV (2011)
- Non fidarti della str**** dell'interno 23 (Don't Trust the B---- in Apartment 23) – serie TV, 26 episodi (2012-2013)
- Law & Order - Unità vittime speciali (Law & Order: Special Victims Unit) - serie TV, episodio 13x20 (2012)
- I miei peggiori amici (Friends with Better Lives) - serie TV, 13 episodi (2014)
- CSI: Cyber – serie TV, 31 episodi (2015-2016)
- Carters Get Rich - serie TV, 6 episodi (2017)
- Room 104 - serie TV, episodio 1x02 (2017)
- What Would Diplo Do? - serie TV, 5 episodi (2017)
- Modern Family - serie TV, episodio 9x10 (2017)
- Pose – serie TV, 5 episodi (2018)
- Overcompensating - L'inganno (Overcompensating) – serie TV, episodi 1x03, 1x08 (2025)

James ha inoltre preso parte a dei pilot televisivi che però non vennero ordinati per diventare serie tv: Three (2005), Sex, Power, Love & Politics (2006), Football Wives (2007), Eva Adams (2009), Sea Oak (2017).

## Doppiatori italiani
Nelle versioni in italiano dei suoi film, James Van Der Beek è stato doppiato da:
- Francesco Pezzulli in Angus, Dawson's Creek, Mercy, Jay & Silent Bob... Fermate Hollywood!, Stolen - Rapiti, The Forgotten, Non fidarti della str**** dell'interno 23, I miei peggiori amici, Downsizing - Vivere alla grande, Modern Family, Room 104, Pose, Jay e Silent Bob - Ritorno a Hollywood, Overcompensating - L'inganno
- Massimiliano Manfredi in Texas Rangers, The Storm - Catastrofe annunciata
- Massimo De Ambrosis in Le regole dell'attrazione, Un giorno come tanti
- Riccardo Rossi in Criminal Minds, Law & Order - Unità vittime speciali
- Patrizio Cigliano in I Love You, I Love You Not
- Francesco Bulckaen in Varsity Blues
- Gianfranco Miranda in Tentacoli di paura
- Roberto Certomà in Una tata magica
- Diego Sabre in How I Met Your Mother (ep. 3x16)
- Claudio Colombo in How I Met Your Mother (ep. 8x15, 9x11)
- Giorgio Borghetti in Medium
- Franco Mannella in One Tree Hill
- Lorenzo Scattorin in Law & Order: Criminal Intent
- Gabriele Sabatini in CSI: Cyber

## Premi
- MTV Movie Awards
  - 1999 - Miglior attore protagonista per Varsity Blues
  - 2001 - Miglior cameo dell'anno per Scary Movie
- Teen Choice Awards
  - 2001 - Miglior attore protagonista per Varsity Blues
- Blockbuster Entertainment Awards
  - 2001 - Candidatura al miglior attore per Varsity Blues
  - 2000 - vincitore del premio "attore dell'anno", organizzato dalla Blockbuster, per la sua interpretazione in Varsity Blues.